# TV Ворона
TV Ворона (лат. TV Corvi) — карликовая новая**, двойная катаклизмическая переменная звезда типа U Близнецов (UG) в созвездии Ворона на расстоянии приблизительно 1 062 световых лет (около 326 парсек) от Солнца. Видимая звёздная величина звезды — от +18m до +12m. Орбитальный период — около 0,0629 суток (1,5096 часа).
TV Ворона также имеет собственное имя — звезда Томбо (англ. Tombaugh's Star).
Открыта Клайдом Томбо 23 марта 1931 года***.

## Характеристики
Первый компонент — аккрецирующий белый карлик. Масса — около 0,52 солнечной*.
Второй компонент — красный карлик спектрального класса M. Масса — около 0,12 солнечной*.